# Kasumigaura
Kasumigaura (japonsky 霞ヶ浦) je jezero v prefekturách Ibaraki a Čiba 60 km severovýchodně od Tokia na ostrově Honšú v Japonsku. Je to druhé největší jezero v zemi. Má rozlohu 220 km². Dosahuje maximální hloubky 7 m. Leží v nadmořské výšce 0,16 m.

## Pobřeží
Na pobřeží leží města Kasumigaura a Cučiura (土浦). Jednotlivé části jezera mají vlastní jména (Nišiura, Kitaura, Sotonasakaura.

## Vodní režim
Do jezera ústí řeky Sakura, Naka a více než 30 menších řek. Z jezera odtéká řeka Tone do Tichého oceánu.